# Koregaon
Koregaon es una ciudad censal situada en el distrito de Satara en el estado de Maharashtra (India). Su población es de 24690 habitantes (2011). Se encuentra a 18 km de Satara y a 108 km de Pune.

## Demografía
Según el censo de 2011 la población de Koregaon era de 24690 habitantes, de los cuales 12538 eran hombres y 12152 eran mujeres. Koregaon tiene una tasa media de alfabetización del 88,55%, superior a la media estatal del 82,34%: la alfabetización masculina es del 92,52%, y la alfabetización femenina del 84,60%.